# Kanagawa-præfekturet
Kanagawa-præfekturet (神奈川県 Kanagawa-ken) er et præfektur i Japan.
Præfekturet ligger i regionen Kantō på sydkysten af den centrale del af Japans hovedø Honshū. Det har et areal på 2.416 km2
og et befolkningstal på 9.216.009 (2020) indbyggere. Hovedbyen og den største by er byen Yokohama.